# Pottiga
Pottiga település Németországban, azon belül Türingiában. Lakosainak száma 397 fő (2017. december 31.). Pottiga Berg községgel határos.

## Népesség
A település népességének változása:

| 2017 | 397 |